# تودور يانتشيف
تودور يانتشيف (بالبلغارية: Тодор Янчев)‏ (19 مايو 1976 بكازنلاك في بلغاريا - ) هو لاعب كرة قدم بلغاري في مركز الدفاع. شارك مع منتخب بلغاريا لكرة القدم. أما مع النوادي، فقد لعب مع سسكا صوفيا وسلافيا صوفيا ونادي راندرس ونادي طرابزون سبور وPFC Neftochimic Burgas (2009–2014) ‏ وAthens Kallithea F.C. ‏ وPFC Neftochimic Burgas ‏ ونفتكس بورغاس ‏.

## وصلات خارجية
- تودور يانتشيف على موقع اتحاد تركيا (لاعب) (الإنجليزية)
- تودور يانتشيف على موقع قاعدة بيانات كرة القدم.إي يو (الإنجليزية)
- تودور يانتشيف على موقع ناشيونال فوتبول تيمز (الإنجليزية)
- تودور يانتشيف على موقع Soccerway.com (الإنجليزية)
- تودور يانتشيف على موقع عالم كرة القدم.نت (الإنجليزية)